# Бригите Бийрлайн
Бригите Бийрлайн е австрийски политик и временно изпълняваш длъжността Канцлер на Австрия.

## Биография
Бриджит Бирлайн е родена на 25 юни 1949 г. във Виена по време на окупацията на Австрия от съюзниците.
Следва право във Виенския университет, като получава докторска степен през 1971 г.
В периода 1990 – 2002 г. работи като главен адвокат на прокуратурата – по същество главен прокурор на страната. Член е на изпълнителния съвет на Международната асоциация на прокурорите от 2001 до 2003 г. През 2003 г. става член на Конституционния съд на Австрия, като в периода януари 2018 г. – юни 2019 г. става негов председател и е първата жена, която заема този пост.
След аферата в Ибиса президентът Александър Ван дер Белен я назначава за канцлер на Австрия, след като с парламентарен вот на недоверие отхвърли първото правителство на Себастиан Курц, първият успешен вот на недоверие в съвременната австрийска история. Тя е първата жена на този пост и служи, докато следващото правителство, водено от Курц, полага клетва след законодателните избори на 29 септември 2019 г.
|  | Тази страница частично или изцяло представлява превод на страницата Brigitte Bierlein в Уикипедия на английски. Оригиналният текст, както и този превод, са защитени от Лиценза „Криейтив Комънс – Признание – Споделяне на споделеното“, а за съдържание, създадено преди юни 2009 година – от Лиценза за свободна документация на ГНУ. Прегледайте историята на редакциите на оригиналната страница, както и на преводната страница, за да видите списъка на съавторите. ВАЖНО: Този шаблон се отнася единствено до авторските права върху съдържанието на статията. Добавянето му не отменя изискването да се посочват конкретни източници на твърденията, които да бъдат благонадеждни. |

1. ↑  Bundesministerinnen und Bundesminister, Staatssekretärinnen und Staatssekretär //   Посетен на 3 юни 2024 г.